# Moguai pyriforme
Moguai pyriforme is een krabbensoort uit de familie van de Camptandriidae. De wetenschappelijke naam van de soort is voor het eerst geldig gepubliceerd in 2005 door Naruse.